# Хофбройхаус

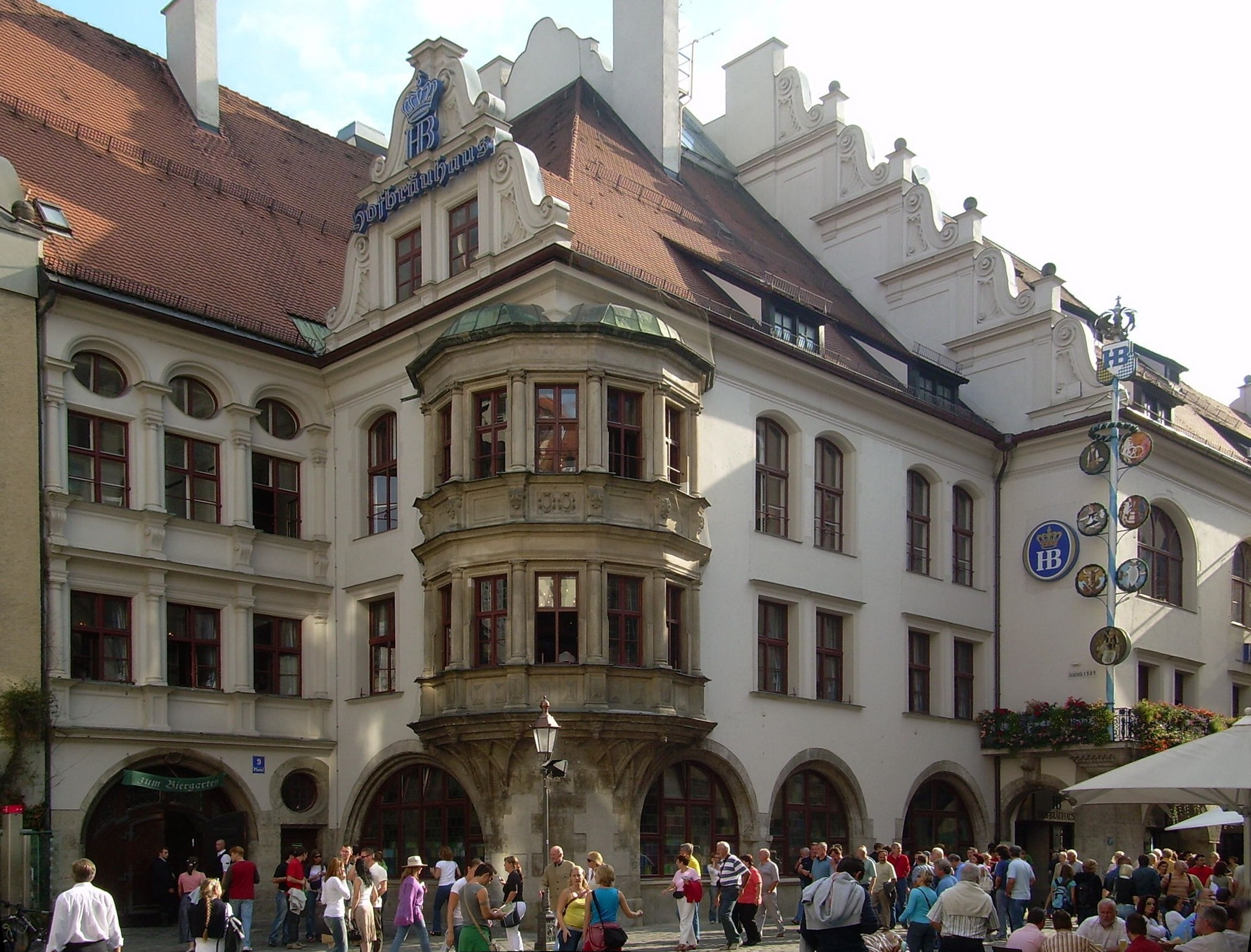
Хофбройхаус с северной стороны

Хофбройхаус (нем. Hofbräuhaus, «Придворная пивоварня») — известный во всём мире большой пивной ресторан с пивным садом, расположенный в Мюнхене на площади Плацль (Platzl), недалеко от центральной площади города Мариенплац.
Открылся в качестве придворной пивоварни баварских герцогов в 1607 году. С 1828 года пивоварня открыта для свободного посещения. В 1897 году здание было перестроено под ресторан, а в 1958 году проведена его полная реконструкция. 3 ноября 1997 года в центре Мюнхена состоялся большой праздник, посвящённый 100-летию знаменитого «Хофбройхауса».
В разные годы Хофбройхаус посещали известные политические и культурные деятели: Вольфганг Амадей Моцарт, Елизавета Баварская, Владимир Ленин с супругой Надеждой Крупской, Адольф Гитлер. Сегодня Хофбройхаус пользуется популярностью у многочисленных иностранных туристов и среди местных жителей как одна из достопримечательностей Мюнхена.

## История

### Придворная пивоварня
Придворная пивоварня в Мюнхене была основана 27 сентября 1589 года баварским герцогом Вильгельмом V Благочестивым, и первоначально варила только тяжёлое тёмное пиво из тёмного мюнхенского солода. Сын и наследник Вильгельма, Максимилиан I не любил этот сорт, предпочитая более мягкое пшеничное пиво (нем. Weissbier). В 1602 году герцог запретил всем частным пивным заводам готовить вайсбир, обеспечив монополию своей придворной пивоварне, что позволило за один только 1605 год произвести на ней 1444 гектолитра пшеничного пива.
В 1607 году Максимилиан I принял решение перенести производство пшеничного пива и построить в Мюнхене новую пивоварню — Хофбройхаус («придворный пивной дом») на улице Плацль.

### Общедоступное пиво
В 1610 году Максимилиан I своим эдиктом разрешил мюнхенским трактирщикам закупать пиво в Хофбройхаусе и подавать его не только придворным, но и простым гражданам. С 1781 года сюда захаживал композитор Моцарт. За 200 лет к королевскому пиву помимо государственных мужей пристрастились и многие бюргеры.
В 1828 году по декрету короля Людвига I прямо в Хофбройхаусе открывается общедоступная пивная и трактир. 1 октября 1844 года король вновь продемонстрировал свою заботу о народе, снизив цену на пиво: отныне литровая кружка пива «Хофброй» (нем. Hofbräu) вместо 6,5 крейцеров стоила всего 5, чтобы, как сказал Людвиг I, «рабочий класс и солдаты имели возможность позволить себе здоровый и доступный напиток».
Для защиты от подделок в 1879 году марка «HB» (Hofbräu) становится зарегистрированным товарным знаком, директор пивоварни закрепил исключительное право на его использование за фирмой «Королевский Придворный пивной дом в Мюнхене» (нем. Königl. Hofbräuhaus in München). Товары, для коих предназначен данный знак, как гласит патентная грамота, «являются самосваренным пивом в бочках и бутылках».

### Строительство нового здания
За 289 лет в одном здании пивоварне и пивной стало тесно, помещение не справлялось ни с наплывом посетителей, ни с возросшим спросом на продукцию. Тогда принц-регент Луитпольд Баварский решил убрать пивоварню из здания Хофбройхаус и возвести для неё новое строение «Хофбройкеллер» на улице Иннере-Винер. 22 мая 1896 года на улице Плацль закончилась последняя варка, а 2 июня начался переезд в новый бродильный цех. Пиво варилось в Хофбройкеллер с 10 августа 1896 года по 1987 год.
В 1896 году по поручению королевского строительного ведомства архитектор Макс Литтманн получает задание перестроить здание на улице Плацль под современное гастрономическое заведение. 2 сентября 1896 г. фирма Якоба Хайльманна, тестя Литтманна, приступила к сносу южного строения старой пивоварни, на месте которой 9 февраля 1897 года была построена новая пивная в её нынешнем виде. В тот же день начались работы по сносу административного корпуса, вместо которого появился отдельный ресторан. Открытие нового комплекса зданий ресторана Хофбройхаус состоялось 22 сентября 1897 года, и с этой даты он ведёт свою современную историю.

### Ленин и «Искра»
Во время своей первой эмиграции Владимир Ильич Ульянов, в то время активный член РСДРП, проживавший нелегально в Мюнхене на улице Кайзера, посещал Хофбройхаус. В этот период в городе нелегально работала редакция газеты «Искра» В редакцию, помимо Ульянова-Ленина, входили Георгий Плеханов, Юлий Мартов,  Павел Аксельрод, Вера Засулич, Александр Парвус и Александр Потресов. С апреля 1901 года секретарем редакции стала Надежда Крупская, которая в своём дневнике позднее сделала запись на немецком языке: «Besonders gern erinnern wir uns an das Hofbräuhaus, wo das gute Bier alle Klassenunterschiede verwischt» (Особенно охотно вспоминаем мы о Хофбройхаус, где прекрасное пиво стирает все классовые различия).

### Основание Нацистской партии
24 февраля 1920 года в 7:30 в Парадном зале (нем. Festsaale) Хофбройхауса началось первое крупное общественное собрание Немецкой рабочей партии (нем. Deutsche Arbeiterpartei; DAP), на котором присутствовало более 2000 человек. На этом собрании, продолжавшемся четыре часа, Адольф Гитлер огласил Программу «25 пунктов», которая стала официальной программой нацистской партии, и предложил переименовать организацию в Национал-социалистическую немецкую рабочую партию.
Эта дата считается датой образования НСДАП и на протяжении 11 лет ежегодно, начиная с 1933 года, после прихода национал-социалистов к власти отмечалась в Хофбройхаус. 24 февраля 1941 года на церемонии по случаю годовщины нацистской партии в Хофбройхаус Гитлер объявил о плане по интенсивному использованию субмарин в боевых действиях.

### Во время и после войны
Во время Второй мировой войны в ходе стратегических бомбардировок самолётов армии США и ВВС Великобритании здание сильно пострадало. Первое воздушное нападение на Мюнхен состоялось 25 апреля 1944 года. После трёх дальнейших бомбардировок здание было окончательно разрушено, за исключением маленькой части первого этажа и погребов, благодаря чему удалось сохранить несколько сотен ценных старинных пивных кружек.
Здание было полностью восстановлено после разрушений Второй мировой войны только в 1958 году.
В 1980 году Хофбройхаус возглавила семья Михаэля и Герды Шпергер. 29 апреля 2004 года правление официально передано их сыновьям Вольфгангу и Михаэлю Шпергерам.

## Гимн
В 1935 году была сочинена песня: «In München steht ein Hofbräuhaus: Eins, zwei, g’suffa!» («В Мюнхене стоит Хофбройхаус: Раз, два, пей!»). Музыку написал композитор Виг Габриель, а слова к этой музыке сочинил его друг К. З. Рихтер. Другой его друг, В. Гебауер, записал эту песню в своей студии и предоставил ноты Баварскому духовому оркестру. Впервые песня публично прозвучала в 1936 году в Пфальце, на колбасно-мясном базаре. С тех пор песня имеет огромный успех и стала гимном Хофбройхауса.

## Пивные залы
Общее число посадочных мест в ресторане около 4 000. В Хофбройхаусе имеются несколько залов и кабинетов:
- зал Швемме (нем. Schwemme, погребок) — главный зал на первом этаже, в центре которого расположен подиум для оркестра Хофбройхаус, который каждый день играет для гостей баварскую музыку. 120 столов в этом зале зарезервированы для завсегдатаев (нем. Stammtisch). В этом же зале установлены сейфы для личных пивных кружек постоянных посетителей;
- кабинет Бройштюберл (нем. Bräustüberl, пивная комната) — уютный зал в стиле ретро со старинной мебелью ручной работы на втором этаже. Его украшает портрет Моцарта, одного из самых известных посетителей Хофбройхаус, выполненный знаменитым мюнхенским художником Резелером;
- парадный зал (нем. Festsaal) — самый большой по объёму зал на третьем этаже с овальным потолком, украшенным розовыми и голубыми фресками баварских гербов и флагами округов. Здесь также есть сцена для оркестра. По вторникам, четвергам и воскресеньям здесь проводятся танцевальные вечера для пожилых мюнхенцев. На верхнем ярусе зала расположен музей Хофбройхауса с экспонатами по истории пивоварни и ресторана;
- пивной сад — под открытым небом и под кронами старых каштанов в окружении кирпичной стены могут разместиться почти 400 человек.

При ресторане работают киоск и интернет-магазин, в которых можно приобрести кружки, сувениры, одежду и аксессуары с фирменной атрибутикой «НВ» (Хофброй).

## Пиво
В ресторане предлагают три сорта немецкого пива: старейший сорт «Hofbräu Dunkel» (тёмное мюнхенское пиво низового брожения крепостью 5,5 %), хель «Hofbräu Original» (светлое мюнхенское пиво низового брожения крепостью 5,1 %), «Münchner Weiße» (пшеничное пиво верхового брожения крепостью 5,1 %) — все производства пивоварни «Хофброй Мюнхен» (нем. Hofbräu München), а также готовятся коктейли из пива с лимонадом. Пиво подаётся как в традиционных литровых пивных кружках (массах, нем. Maß), так и в полулитровых кружках и бокалах. На закуску предлагаются баварские блюда, такие как жаркое из свинины, свиное колено и мюнхенские белые колбаски.

## Интересные факты
- Музыку к самой известной песне о мюнхенской пивной «В Мюнхене стоит Хофбройхаус» сочинил житель Берлина Виг Габриель, сидя в одном берлинском кафе.
- 8 сентября 1908 года в Хофбройхаусе произошёл «Лимонадный скандал»: один из гостей вместо пива заказал лимонад. Управляющий рестораном был вынужден сам обслуживать необычного клиента, так как официанты от этого категорически отказались.
- Супруга советского вождя Надежда Крупская вспоминала, как они с Ильичом шутливо расшифровывали знак «НВ» (Хофброй) как «Народная воля» (террористическая организация народников, совершившая покушение на императора Александра II).
- В этой пивной гипотетически могла произойти встреча будущих лидеров идеологически враждебных и воевавших между собой государств — Ленина и Гитлера, посещавших Хофбройхаус в разные годы в начале XX века[6][7][8][9].
- По многочисленным просьбам постоянных клиентов в 1970 году из железа был выкован большой сейф с закрывающимися на замок ячейками, в которых завсегдатаи хранят свои личные глиняные пивные кружки. Ячейки в этом сейфе передаются по наследству.

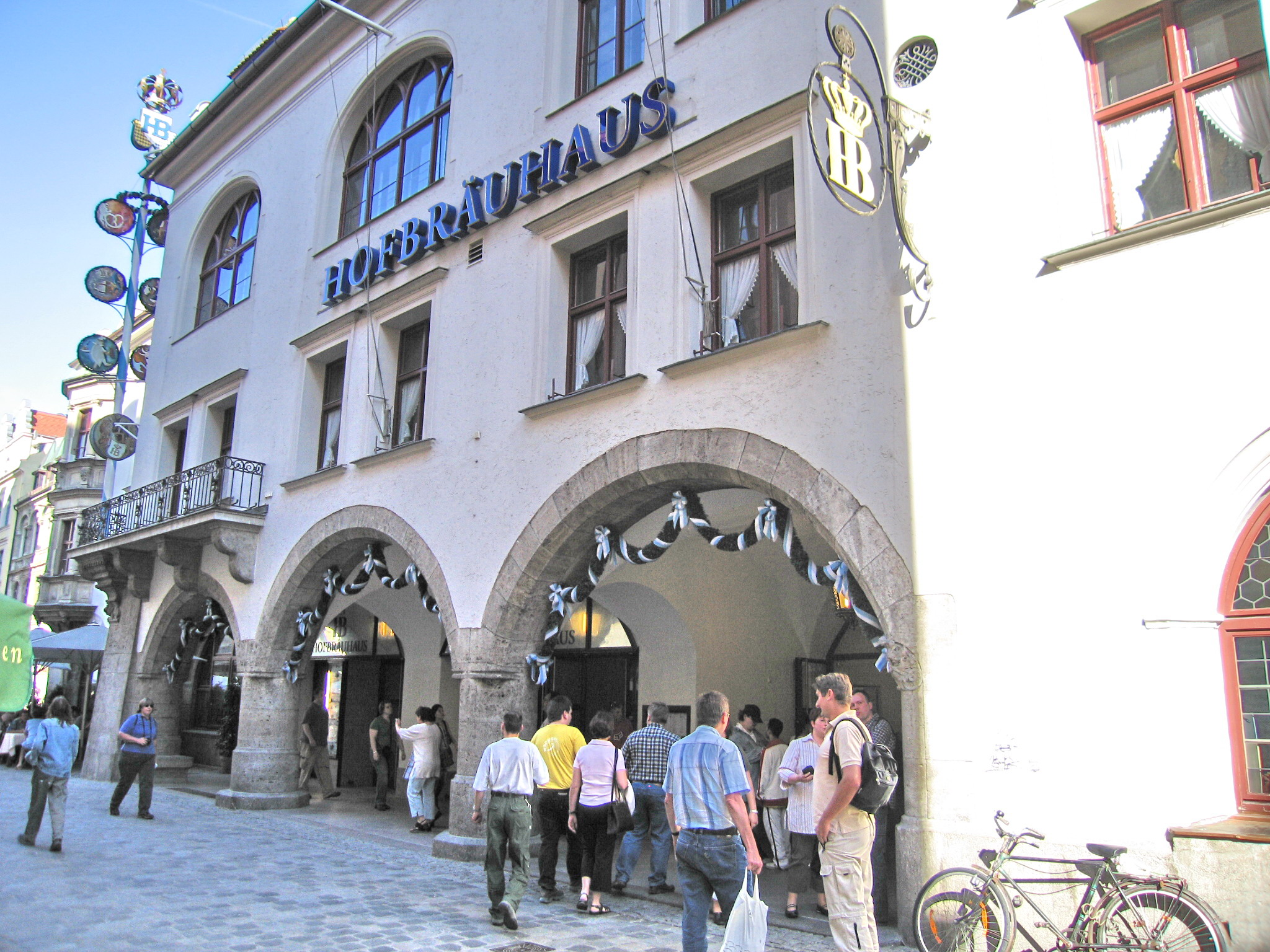
Главный вход
Внутри Хофбройхауса
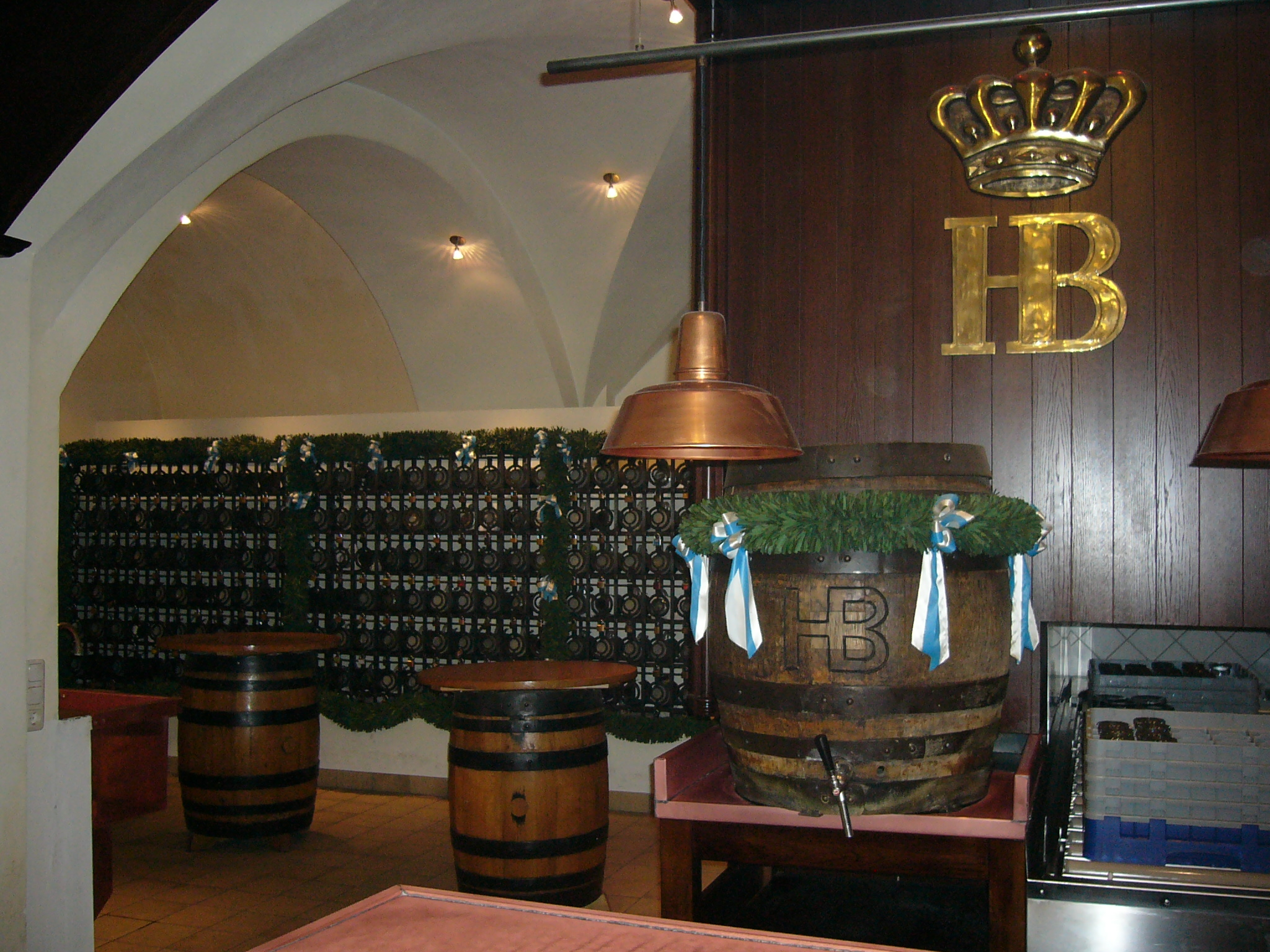
Хранилище личных кружек постоянных клиентов
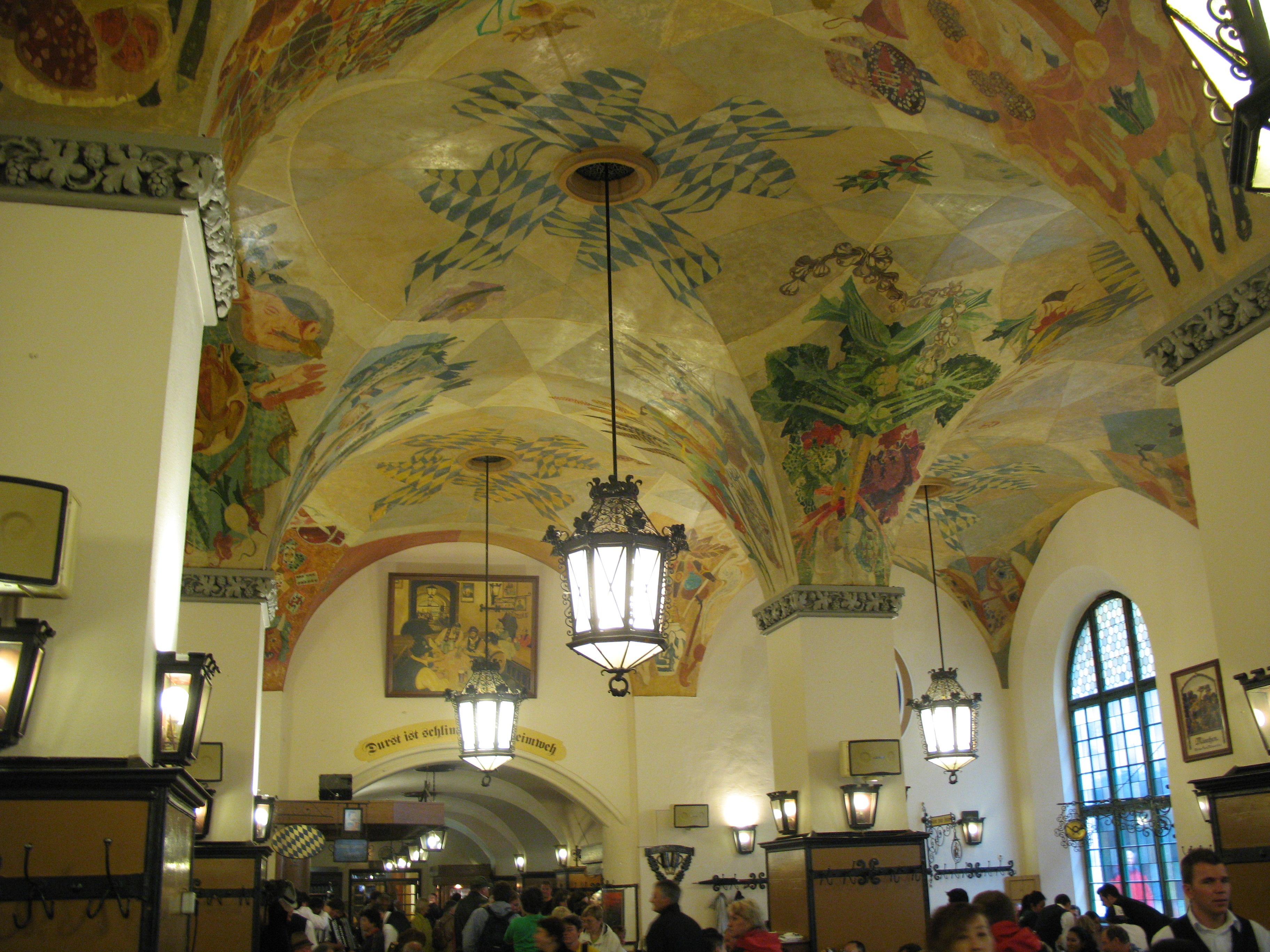
Роспись потолков основного зала
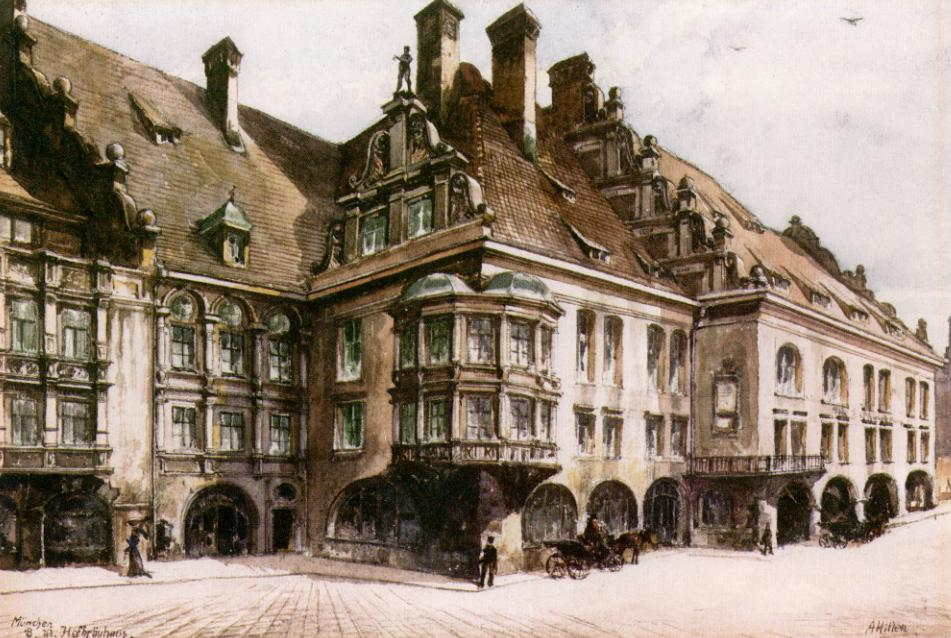
Хофбройхаус на картине Адольфа Гитлера